# Contea di Pingwu
La contea di Pingwu (平武县S, Píngwǔ XiànP) è una contea della Cina, situata nella provincia di Sichuan e amministrata dalla prefettura di Mianyang.